# ممبلتران
ممبلتران دهستانی در استان آبیلای اسپانیا است.
در این دهستان ۱٬۱۳۰نفر زندگی می‌کنند. مساحت این دهستان ۴۹٫۸۴ کیلومتر مربع است.